# Ama Lur
Ama Lur (en basc Terra Mare) és una pel·lícula de documental espanyola del 1968 sota direcció i guió de Néstor Basterretxea i Fernando Larruquert, rodada en basc i castellà. Amb ella els seus autors pretenien "un cant emocionat al País Basc" i el retrata com "un veritable calidoscopi amb més de setanta temes filmats al llarg de més de dos anys de rodatge per les set províncies basques", buscant un llenguatge cinematogràfic basat en les arrels culturals basques i informar-ne al poble. Fou estrenada en el marc del Festival Internacional de Cinema de Sant Sebastià 1968. En el cartell de promoció de la pel·lícula hi havia dibuixat l'apòstol número 9 de Jorge Oteiza Enbil i s'ha convertit en un referent del cinema al País Basc.

## Sinopsi
La pel·lícula fa una evocació d'un món ancestral basc i l'eleva a la categoria de mite, bé que sovint amb un to grandiloqüent i emfàtic exagerat. Hi tracta gran varietat de temes: l'art, la mort, els esports populars, el folklore, el treball pagès, la prehistòria, el món màgic i religiós i les festes populars. També mostra com tota activitat humana acaba sublimada en l'art i folklore basc: els aizkolaris, l'escultor Remigio Mendiburu, el Zantpantzar d'Ituren i Zubieta o les escenes de Lantz.
La fotografia de Luis Cuadrado Encinar i Julio Amostegi és de gran qualitat, i la música de Javier Bello-Portu i Juan Urteaga Loidi és concebuda de manera independent a la imatge i capta tota l'amplitud de la bellesa del paisatge.

## Producció
La idea de la pel·lícula va sorgir el novembre de 1964 una Junta d'Honor d'intel·lectuals bascs va enviar cartes a 4.000 persones del País Basc amb idees abertzales perquè financessin els 4 milions de pessetes pressupostats per la pel·lícula, però només 45 van respondre. Aleshores es va formar una societat composta per José Luis Echegaray, Iñaki Hendaya, Cástor Uriarte Aguirreamalloa, Andoni Esparza, Jesús Idoeta i Jesús Atxa, que amb participacions dels seus 2.200 accionistes va aconseguir recaptar aquesta xifra.
A més, va tenir força problemes amb la censura. Foren obligats a citar la paraula "Espanya" tres cops, posaren traves a mostrar imatges del Gernika de Picasso i els obligaren a menystenir l'esperit basc de personatges com Miguel de Unamuno o Pío Baroja.